# Chionea (Chionea) dolomitana
Chionea (Chionea) dolomitana is een tweevleugelige uit de familie steltmuggen (Limoniidae). De soort komt voor in het Palearctisch gebied.